# Опасни кућни отпад
Опасни кућни отпад или опасни отпад из домаћинства (ОКО) врста је кућног отада која то постаје ако се након потрошње у кућним условима неконтролисано одбаци. У ову врсту отпада укључене су хемикалије за домаћинство и друге супстанце које чланови домаћинства више не користе (потрошачки производи који се продају за кућне послове, личну негу, одржавање аутомобила, контролу штеточина, штеточине  и за друге сврхе). Ови производи поседују много опасних карактеристика због њиховог потенцијала за реактивност, запаљивост, корозивност, токсичност или постојаност. У ове производе спадају и чистачи одвода, уљане боје, моторно уље, антифриз, горива, отрови, пестициди, хербициди и родентициди, флуоресцентне лампе, детектори дима, медицински отпад, одређене врсте хемикалија за чишћење и потрошачка електроника (као што су телевизори, компјутери и мобилни телефони).

## Дефиниције
Опасни отпад
Опасни отпад је врста отпада који има бар једно од својстава које га чине опасним (експлозивност, запаљивост, склоност оксидацији, органски је пероксид, акутна отровност, инфективност, склоност корозији, у контакту са ваздухом ослобађа запаљиве гасове, у контакту са ваздухом или водом ослобађа отровне супстанце, садржи токсичне супстанце са одложеним хроничним деловањем, као и екотоксичне карактеристике), као и амбалажа у којој је био или је спакован опасан отпад.
Опасни кућни отпад
Опасни кућни отпад је отпад настао из кућних активности који својим својствима токсичности, запаљивости, експлозивности, корозије или реактивности представља ризик или потенцијални ризик по здравље људи или животну средину када се њиме неправилно управља.

## Опште информације
Према ЕПА, Американци генеришу 1,6 милиона тона опасног отпада из домаћинства сваке године. Иако је отпад и поступање с отпадом јавност  спознала као проблем на глобалном нивоу она се не понаша адекватно,  јер га не осећа и не доживљава као свој, него као туђи и за чије решавање је надлежан неко други - држава, локална самоуправа, индустрија итд.
Иако се интересовање за управљање старим и нежељеним потрошачким производима са карактеристикама опасног отпада попут средства за чишћење за домаћинство, пестицида, производа за фарбање и аутомобилских производа, појавило касних 1970-их, управљање таквим материјалима је више од две деценије била без одговорности.  Потрошачки производи су изузети од савезних и већине државних прописа због настанка у у домаћинству, а многим заједницама још увек недостају основне информације, смернице и подршка за планирање за управљање  опасним отпадом из домаћинства.

## Списак отпада
Године 2001. измењена је листа производа који се сматрају малим хемијским отпадом. Бројни производи, као што су лак за нокте и огрлице против бува , уклоњени су са листе од 2001. године. Захваљујући побољшаним техникама спаљивања у постројењима за спаљивање отпада, овај отпад више не представља опасност по животну средину. Виша температура уништава штетне материје, а емитовани димни гасови се чисте. Производи који су класификовани као мали хемијски отпад могу се препознати по кца логоу.
Листа опасног кучног отпада која је подељена у пет категорија (производи за домаћинство, лекови из апотеке, производи за уради сам, хоби и транспорт):
- акумулатори и батерије
- бензин
- пестициди / инсектициди
- течности за јеткање као што су азотна киселина и сумпорна киселина
- деблокатор судопера ( натријум хидроксид , сумпорна киселина)
- хиподермичне игле
- живини прекидачи (нпр. недигитални термостати за грејање)
- живини термометри (због токсичне живе )
- уље за лампу
- лекови
- моторно уље , отпадно уље и уље за кочнице , филтери за уље
- програмер и поправљач за фотографије
- петролеум
- штедљиве лампе и енергетски ефикасне лампе
- флуоресцентне цеви
- боје , лакови , бајци и средства за заштиту дрвета
- производи за боје као што су терпентин , разређивач , средство за скидање боје , разређивач боје, чистач четкица, омекшивач четкица и бензол
- хлороводонична киселина

## Поступање са  опасним кућним отпадом
ЕПА (U.S. Environmental Protection Agency) неке остатке производа за домаћинство који се могу запалити, реаговати или експлодирати под одређеним околностима, или који су корозивни или токсични, сматра опасним кућним отпадом. Како производи, као што су боје, средства за чишћење, уља, батерије и пестициди могу садржати опасне састојке, они према препорукама ЕПА захтевају посебну пажњу од стране корисника када их одлажу.
Да би се избегли потенцијални ризици повезани са опасним отпадом из домаћинства, важно је да људи увек прате употребу, складиштење и одлагање производа са потенцијално опасним материјама у својим домовима. Неправилно одлагање  може укључивати њихово изливање у одвод, на земљу, у кишну канализацију или у неким случајевима избацивање са обичним отпадом.
Опасности таквих метода одлагања можда нису одмах очигледне, али неправилно одлагање овог отпада може загадити животну средину и представљати претњу по људско здравље. Одређени типови ОКО имају потенцијал да изазову физичке повреде санитарних радника, контаминирају септичке јаме или системе за пречишћавање отпадних вода ако се излију у одводе или тоалете. Они такође могу представљати опасност за децу и кућне љубимце ако су остављени око куће.

### Поступање са опасним кућним отпадом у Србији
Неадекватно поступање са кућним отпадом представља један од највећих проблема заштите животне средине у Републици Србији. Овакав закључак произашао је из бројних анализа које су урађене у последњих неколико година. Велики број донетих закона и других прописа из ове области нема јединствено постављене циљеве и не обезбеђује задовољавајуће ефекте.
Закон о управљању отпадом представља први корак у приближавању националног законодавства у овој области законодавству ЕУ. Прописима који ће бити донети на основу овог закона стварају се услови и законодавно-правни оквир за имплементацију међународних обавеза и захтева које произилазе из директива ЕУ о управљању отпадом.

## Савети за безбедно руковање опасним отпадом из домаћинства
Неки од једноставних савета за безбедно руковање опасним отпадом из домаћинства укључују:
- Пажљиво пратите сва упутства за употребу и складиштење наведена на етикети производа како бисте спречили било какве незгоде код куће.
- Обавезно прочитајте налепнице производа за упутства за одлагање како бисте смањили ризик од експлозије, запаљења, цурења, мешања са другим хемикалијама или представљања других опасности на путу до објекта за одлагање.
- Никада не складиштите опасне производе у посудама за храну; чувајте их у оригиналним контејнерима и никада не уклањајте етикете са производа.
- Када остане остатака, никада не мешати опасни кућни отпад  са другим производима. Некомпатибилни производи могу реаговати, запалити се или експлодирати, а контаминирани опасни кучни отпад  може постати нерециклабилан.
- Ако локална заједница нема систем за прикупљање ОКО током целе године, погледајте да ли у вашем подручју постоје одређени дани за прикупљање ОКО на централној локацији како бисте осигурали безбедно управљање и одлагање.
- Ако локална заједница нема ни стално место за сакупљање нити посебан дан за прикупљање, можда ћете моћи да одложите одређене производе у локалним предузећима ради рециклирања или правилног одлагања. Неке локалне гараже, на пример, могу прихватити коришћено моторно уље за рециклажу. Проверите около.
- Запамтити, да чак и празни контејнере са ОКО могу представљати опасност због заосталих хемикалија које могу остати, па пажљиво рукујте њима.